# Popiersie cesarza Filipa Araba
Popiersie cesarza Filipa Araba (wł. Ritratto di Filippo l’Arabo) – marmurowa rzeźba z połowy III wieku, znajdująca się w kolekcji Museo Chiaramonti, sekcji Muzeów Watykańskich.

## Historia
Popiersie portretowe zostało odnalezione w 1778 roku podczas wykopalisk, które w posiadłości księcia Sigismonda Chigi della Rovere w Castel Porziano prowadził Nicola La Piccola. W 1798 roku popiersie stało się własnością Roberta Fagana. Ten sprzedał je Muzeom Watykańskim w 1804 roku. Rzeźba znajduje się kolekcji Museo Chiaramonti (wystawiane w Braccio Nuovo), muzealny numer inwentarzowy MV.2216.0.0.
Anonimowy autor wykonał popiersie Filipa I Araba w marmurze. Rzeźba powstała w latach 245–249. Ma wysokość 94,5 cm. Cesarz ma zwiniętą togę (łac. toga contabulata). Był to sposób bogatego jej pofałdowania i obciągnięcia poprzez ściśnięcie między dwiema deskami, co dawało formę charakterystycznej gładkiej wstęgi noszonej ukośnie na piersiach.